# Tótszentgyörgy
Tótszentgyörgy è un comune dell'Ungheria di 182 abitanti (dati 2008) situato nella contea di Baranya, regione Transdanubio Meridionale